# سيزار فرنانديز (مخرج أفلام)
سيزار فرنانديز (بالإسبانية: César Fernández Ardavín)‏ (و. 1923 – 2012 م) هو مخرج أفلام، وكاتب سيناريو، ومنتج أفلام إسباني، ولد في مدريد، بدأ مشواره المهني سنة 1952، توفي في بواديلا ديل مونتي، عن عمر يناهز 89 عاماً.

## وصلات خارجية
- سيزار فرنانديز على موقع IMDb (الإنجليزية)
- سيزار فرنانديز على موقع ألو سيني (الفرنسية)
- سيزار فرنانديز على موقع قاعدة بيانات الأفلام السويدية (السويدية)
- سيزار فرنانديز على موقع قاعدة بيانات الفيلم (الإنجليزية)
- سيزار فرنانديز على موقع كينوبويسك (الروسية)

- سيزار فرنانديز في قاعدة بيانات الأفلام على الإنترنت